# 瓦劳迪·亚诺什
瓦劳迪·亚诺什（匈牙利語：Váradi János，1961年2月28日—），匈牙利男子拳击运动员。他曾代表匈牙利参加1980年和1988年夏季奥林匹克运动会拳击比赛，其中1980年奥运会获得一枚铜牌。